# Jo Nesbø
Jo Nesbø [ˈju ˈnɛsbø]IPA (* 29. března 1960, Oslo) je současný norský spisovatel a hudebník.
Původně vystudoval ekonomii a finanční analytiku. Zpočátku pracoval jako novinář, makléř a taxikář.

## Biografie
Narodil se v Oslu v rodině knihovnice, otec byl vášnivým čtenářem a vypravěčem. Má dva bratry. Mladého Joa ovšem nejvíce zajímal fotbal – působil v klubu Molde FK a chtěl se stát profesionálním hráčem ve stáji britských Tottenham Hotspur. Po natržení kolenního vaziva se svých plánů musel vzdát a začal intenzivně pracovat na svém vzdělání. Vystudoval ekonomii na Norges Handelshøyskole v Bergenu, stal se z něj burzovní makléř a později i finanční analytik v největší makléřské společnosti v Norsku. To bylo jeho denní zaměstnání, v noci nechával promlouvat divočejší stránku své osobnosti. Jeho další zálibou byla rocková hudba – věnoval se hře na kytaru a skládání písní v několika nepříliš úspěšných formacích. Potom s mladším bratrem Knutem založili vlastní skupinu a Di Derre se stali idoly norské rockové scény s rekordním počtem prodaných alb a až 180 odehranými koncerty ročně.
Když už tenhle rytmus nemohl déle zvládat, odletěl na několik měsíců do Austrálie. Zároveň dostal nabídku napsat zápisky z turné kapely, on si však zvolil úplně jiný žánr. Naplno se začal psaní románů věnovat v roce 1997 po smrti svého otce, kdy si uvědomil, že chce do konce svého života stihnout napsat román.
Věnuje se horolezectví, v 62 letech přelezl úsek obtížnosti 8a.

## Literární dílo

### Harry Hole
Jeho literární kariéru odstartoval kriminální román Flaggermusmannen (Netopýří muž / Netopýr) z roku 1997. Jde o první detektivku, v níž vystupuje osobitý kriminalista Harry Hole. Kniha zaznamenala okamžitý úspěch a svému autorovi vynesla cenu Rivertonprisen, kterou uděluje Klub Riverton za nejlepší literární nebo dramatické počiny s kriminální tematikou. Dále obdržel Skleněný klíč, skandinávskou cenu za nejlepší kriminální román.
Inspirací pro vytvoření zasmušilého kriminalisty Harryho Holea byla díla amerických autorů tzv. „drsné školy“, Raymonda Chandlera a Dashiella Hammetta.
Detektiv z Osla je prototypem drsného chlapíka, který se snaží porozumět zlu a vymýtit zločin ve všech jeho podobách. Není schopen respektu vůči žádné autoritě a na vlastní pěst svádí boje se sadisty, kriminálníky i studeným severským počasím. Jeho Achillovou patou je alkohol – i když mu občas poskytne momenty útěchy, většinou kvůli němu klesá ještě hlouběji do propasti zoufalství. Bolest duše a těla je pro Harryho jakousi očistou, která jemu i jeho autorovi pomáhá překonávat své hranice. Hrdinovou oblíbenou kombinací antidepresiv, je bourbon Jim Beam a cigarety značky Camel. Romány s Harrym Holem jsou charakteristické výraznou mírou násilí – prezentují mužský svět, ve kterém se ženy objevují především v roli obětí nebo tajemných hrdinek v ohrožení. Hrdinovou vyvolenou ženou je Ráchel Faukeová, která se objevuje poprvé ve třetím dílu a její vztah s Harrym prochází v jednotlivých dílech mnoha těžkými zkouškami. Ráchel má z předchozího vztahu syna Olega, který považuje Harryho za svého náhradního otce.
Po Netopýrovi následovalo dalších dvanáct knih s Harrym Holem v hlavní roli (viz dále).
Harry Hole ožívá také v podobě mluveného slova – audioknihy čte Hynek Čermák.
V říjnu roku 2017 měl premiéru film podle knihy Sněhulák, Harryho Holea ztvárnil irský herec Michael Fassbender.

### Další díla

#### Lovci hlav
Po sedmi románech s Harrym Holem si vzal Nesbø načas volno a v roce 2008 napsal svižný thriller Lovci hlav (Hodejegerne). Zužitkoval v něm své zkušenosti z let strávených ve světě finančních analytiků, který vykreslil s mistrnou dávkou černého humoru. Hlavní postavou je Roger Brown – lovec mozků – jenž je nucen přivydělávat si krádežemi uměleckých děl. V Norsku vznikla stejnojmenná filmová adaptace, která měla premiéru v roce 2011. Lovci hlav vyšli také jako audiokniha, kterou načetl Filip Švarc.

#### Syn
Výrazný úspěch zaznamenala také kniha Syn z roku 2012. Kniha pojednává o mladém vězni jménem Sonny Lofthus, který uteče z vězení a vydává se na krvavou pomstu mafii, která přinutila k sebevraždě jeho otce. Další knihy jsou například Krev na Sněhu a její volnější pokračování s názvem Půlnoční Slunce, obě vydané v roce 2015.

#### Okupace
Podle jeho předlohy byl natočený norský televizní seriál Okupace o hypotetické okupaci Norska Ruskem. Seriál měl premiéru v norské televizi 5. října 2015. V České televizi byl první díl odvysílán 7. ledna 2017. Druhá série byla v Norsku odvysílána v roce 2017, momentálně probíhá příprava třetího pokračování.

#### Macbeth
V rámci projektu Hogarth Shakespeare, ve kterém současní spisovatelé adaptují díla Williama Shakespeara, převyprávěl Jo Nesbø Macbetha (vyšlo v nakladatelství Hogart Press (2018), česky v nakladatelství Práh (2018).

### Metoda psaní
Jeho metoda psaní zahrnuje několikaměsíční cesty po světě a dlouhý proces plánování. Aby příběh působil autenticky, musí podle něj vzejít z intenzivní přípravy a důsledného sběru materiálu. „Dopřeji si tolik přípravy, kolik je možné – tvorbou námětu a synopse strávím více času než psaním samotné knihy. Je velmi důležité probouzet se každé ráno a věřit svému příběhu. Mou jedinou úlohou při psaní knihy je nezničit ho.“

### Díla pro děti
Kromě detektivek píše i humorné knihy pro děti věnované své dceři. V úspěšné sérii vystupuje dvojice kamarádů a excentrický profesor Doktor Proktor, čekající na svůj velký objev: 2007 Doktor Proktors prompepulver (Doktor Proktor a prdící prášek), 2008 Doktor Proktors tidsbadekar (Doktor Proktor a vana času), 2010 Doktor Proktor og verdens undergang, kanskje (Doktor Proktor a konec světa. Možná... ) a 2012 Doktor Proktor og det store Gullrøveriet (Doktor Proktor a velká loupež zlata).
Hlasem dětských Nesbøvek – prozatím ve třech vydaných audioknihách – je David Novotný.

### Prodávanost a překlady
Jeho knihy byly přeloženy do 35 jazyků a vyšly ve 140 zemích světa. Jen ve čtyřapůlmilionovém Norsku se jich na začátku roku 2011 prodalo jeden a půl milionu. Do října 2015 bylo prodáno celosvětově 23 milionů výtisků, z toho 3 miliony v Norsku.

### Knihy, kde je hlavní hrdina detektiv Harry Hole
- 1997 – Flaggermusmannen (Netopýří muž / Netopýr), česky 2008 (MOBA, ISBN 978-80-243-3044-0) a 2013 (Kniha Zlín, ISBN 978-80-87497-69-2), česká audiokniha 2013 (OneHotBook, EAN: 8594169480121)
- 1998 – Kakerlakkene (Švábi), česky 2013 (Kniha Zlín, ISBN 978-80-87497-70-8), česká audiokniha (OneHotBook, EAN: 8594169480633)
- 2000 – Rødstrupe (Červenka nese smrt), česky 2005 (MOBA, ISBN 80-243-1976-4), česká audiokniha 2014 (OneHotBook, EAN: 8594169480237)
- 2002 – Sorgenfri (Nemesis), česky 2011 (Kniha Zlín, ISBN 978-80-87497-01-2), česká audiokniha 2013 (OneHotBook, EAN: 8590236066922)
- 2003 – Marekors (Pentagram), česky 2011 (Kniha Zlín, ISBN 978-80-87497-05-0)
- 2005 – Frelseren (Spasitel), česky 2012 (Kniha Zlín, ISBN 978-80-87497-08-1)
- 2007 – Snømannen (Sněhulák), česky 2012 (Kniha Zlín, ISBN 978-80-87497-45-6), slovenská audiokniha 2014 (Ikar, EAN: 8585035000024), zfilmováno 2017
- 2009 – Panserhjerte (Levhart), česky 2013 (Kniha Zlín, ISBN 978-80-87497-71-5)
- 2011 – Gjenferd (Přízrak), česky 2014 (Kniha Zlín, ISBN 978-80-7473-221-8), česká audiokniha 2014 (OneHotBook, EAN: 8594169480350)
- 2013 – Politi (Policie), česky 2015 (Kniha Zlín, ISBN 978-80-7473-270-6), česká audiokniha 2015 (OneHotBook, EAN: 8594169480121)
- 2017 – Tørst (Žízeň), česky 2017 (Kniha Zlín, ISBN 978-80-7473-533-2)
- 2019 – Kniv (Nůž), česky 2019 (Kniha Zlín, ISBN 978-80-7473-877-7)
- 2022 – Blodmåne (Zatmění), česky 2023 (Kniha Zlín, ISBN 978-80-7662-475-7)

### Doktor Proktor (knihy pro děti)
- 2007 – Doktor Proktors prompepulver (Doktor Proktor a prdicí prášek), česká audiokniha (OneHotBook, EAN: 8594169480251)
- 2008 – Doktor Proktors tidsbadekar (Doktor Proktor a vana času), česká audiokniha (OneHotBook, EAN: 8594169480466)
- 2010 – Doktor Proktor og verdens undergang. Kanskje. (Doktor Proktor a konec světa. Možná... ), česká audiokniha (OneHotBook, EAN: 8594169480619)
- 2012 – Doktor Proktor og det store Gullrøveriet (Doktor Proktor a velká loupež zlata)
- 2016 – Zachrání doktor Proktor Vánoce? (Kniha Zlín, ISBN 9788074736131)

### Samostatné knihy
- 1999 – Stemmer fra Balkan/Atten dager i mai, společně s Espen Søbye, dokument
- 2001 – Karusellmusikk, krátké povídky
- 2007 – Det hvite hotellet
- 2008 – Hodejegerne (Lovci hlav), česky 2011 (Kniha Zlín, ISBN 978-80-87497-50-0), česká audiokniha 2013 (OneHotBook, EAN: 8594169480114), zfilmováno
- 2012 – Sønnen (Syn), česky 2015 (Kniha Zlín, ISBN 978-80-7473-357-4), česká audiokniha (OneHotBook, EAN: 8594169480749), bude zfilmováno
- 2015 – Blod på snø (Krev na sněhu), série Krev na sněhu (1.), česky 2015 (Kniha Zlín, ISBN 978-80-7473-319-2)
- 2015 – Mere blod (Půlnoční slunce), série Krev na sněhu (2.), česky 2015 (Kniha Zlín, ISBN 978-80-7473-320-8)
- 2018 – Macbeth (Macbeth), česky 2018 (Práh, ISBN 978-80-7252-734-2)
- 2020 – Kongeriket (Království), česky 2020 (Kniha Zlín, ISBN 978-80-7662-068-1)
- 2021 – Sjalusimannen og andre fortellinger (Žárlivost a jiné povídky), česky 2021 (Kniha Zlín, ISBN 978-80-7662-196-1)
- 2021 – Rotteøya og andre fortellinger (Krysí ostrov a jiné povídky), česky 2022 (Kniha Zlín, ISBN 978-80-7662-364-4)
- 2023 – Natthuset (Noční dům), česky 2024 (Kniha Zlín, ISBN 978-80-7662-660-7)

## Filmy
- 2011 – Hodejegerne (Lovci hlav)
- 2014 – Doktor Proktors Pupspulver (Doktor Proktor a prdící prášek)
- 2015 – Okupace (Okkupert), norsko-švédský thriller dle námětu spisovatele Joa Nesbøho
- 2017 – Sněhulák (The Snowman), premiéra v říjnu